# Blang Tambue
Blang Tambue is een bestuurslaag in het regentschap Bireuen van de provincie Atjeh, Indonesië. Blang Tambue telt 1322 inwoners (volkstelling 2010).